# Grietje Cohen
Grietje Cohen (Opsterland, 17 oktober 1862 – Amsterdam, 27 januari 1922) was een Nederlandse feministe.
Ze werd geboren als dochter van Aron Juda Cohen (*1828) en Hanna Mozes Leefsma (*1819). Ze werkte als vroedvrouw maar was daarnaast ook op andere vlakken actief. Begin oktober 1889 richtte ze samen met onder andere haar oudere zus Henriette Cohen maar ook Wilhelmina Drucker de Vrije Vrouwen Vereeniging (VVV) op. Drucker werd voorzitster en Grietje Cohen kwam in het bestuur van die vereniging die onder meer streefde naar vrouwenkiesrecht. Niet helemaal duidelijk is of Cohen een rol heeft gespeeld bij het introduceren van Dora Haver bij de VVV. Midden 1894 werd ze bestuurslid van de 'Sociaaldemocratische Vereeniging' (SDV) en daarmee was ze een van de eerste Nederlandse vrouwen die een bestuursfunctie had in een gemengde politieke vereniging. Bovendien was ze betrokken bij de progressieve kiesvereniging 'De Unie'.
In 1897 trouwde ze met de drogist David Romijn (1863-1923). Grietje Cohen overleed in 1922 op 59-jarige leeftijd. Haar zus Henriette werd vanwege haar Joodse achtergrond tijdens de Tweede Wereldoorlog gedeporteerd waarna ze in 1943 in Auschwitz omkwam.